# Donatella Di Pietrantonio
Donatella Di Pietrantonio (* 5. Januar 1962 in Arsita, Provinz Teramo) ist eine italienische Schriftstellerin.

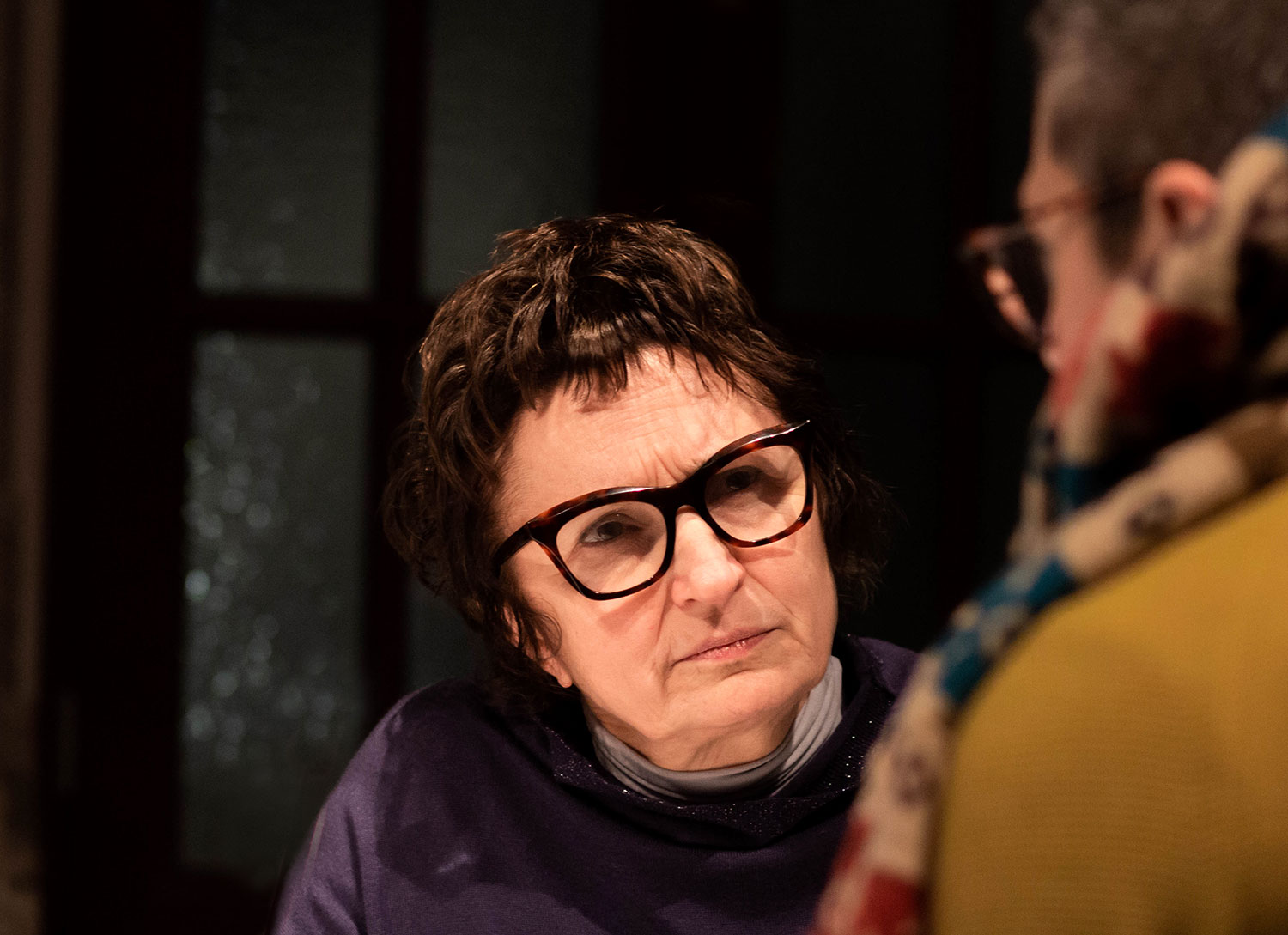
Donatella Di Pietrantonio (2019)

## Biografie
Für ihr Studium zog Di Pietrantonio nach L’Aquila, wo sie  1986 an der örtlichen Universität ihren Abschluss in Zahnmedizin machte. Seit geraumer Zeit lebt sie in Penne in der Provinz Pescara, wo sie als Kinderzahnärztin tätig ist.
Di Pietrantonio veröffentlichte  2011  ihren Debütroman, Meine Mutter ist ein Fluss, dessen Handlung in ihrer Heimat angesiedelt ist. 2013 veröffentlichte sie Bella mia, einen Roman, der von dem tragischen Erdbeben von L’Aquila 2009 erzählt. Er war für den Premio Strega nominiert und gewann 2014 den Premio Brancati.
2017 veröffentlichte Di Pietrantonio ihren dritten Roman: Arminuta. Auch dieser spielt in den Abruzzen und erzählt von einem jungen Mädchen, dessen Familienleben sich von Heute auf Morgen ändert, als sie ihre vermeintlichen Eltern zurück in ihre eigentliche Familie bringen, von der sie nichts wusste.

## Auszeichnungen
- 2011: Premio Letterario Tropea für Mia madre è un fiume[4]
- 2014: Premio Brancati für Bella mia
- 2017: Premio Campiello für L’Arminuta[5]

## Werke

### Romane
- Mia madre è un fiume, Elliot Edizioni, 2011, ISBN 978-88-6192-161-0
  - Meine Mutter ist ein Fluss. Übersetzung: Maja Pflug. Verlag Antje Kunstmann, München 2013, ISBN 978-3-88897-817-3
- Bella mia, Elliot Edizioni, 2013, ISBN 978-88-6192-434-5
  - Einaudi, 2018, ISBN 978-88-06-23799-8
    - Bella mia. Übersetzung: Maja Pflug. Verlag Antje Kunstmann, München 2016, ISBN 978-3-95614-091-4
- L’Arminuta, Einaudi, 2017, ISBN 978-88-584-2485-8
  - Arminuta. Übersetzung: Maja Pflug. Verlag Antje Kunstmann, München 2018, ISBN 978-3-95614-253-6
- Bella mia, Einaudi, 2018, ISBN 978-88-06-23799-8

### Erzählungen
- Lo sfregio, Granta Italia n. 2, Rizzoli, 2011, ISBN 978-88-17-05329-7

### Artikel
- Le case delle bambole non devono crollare, Il Corriere della Sera, 2011
- Abbottonati all’ingresso, Nuovi Argomenti n. 56, 2011
- La cena della neve, Il Centro, 2012
- Storie di montagna, Il Corriere della Sera, 2012
- A cena per conoscersi, Il Corriere della Sera, 2015